# سیانو، بلاروس
سیانو (به لاتین: Syanno) یک منطقهٔ مسکونی در بلاروس است که در Syanno District واقع شده‌است. سیانو ۷٬۰۹۲ نفر جمعیت دارد و ۱۷۶ متر بالاتر از سطح دریا واقع شده‌است.